# 奎宿十二
双鱼座l（双鱼座91，91 Psc，奎宿十二）是双鱼座的一颗恒星，视星等为+5.229，距离地球约350光年。